# Nitrat de liti
El nitrat de liti és un compost inorgànic amb la fórmula química LiNO₃. És la sal de liti de l'àcid nítric. Es produeix fent reaccionar carbonat de liti o hidròxid de liti amb àcid nítric.

## Usos
Aquesta sal deliqüescent incolora és un agent oxidant utilitzat en la fabricació de focs artificials i engales de pirotècnia.
El nitrat de liti s'ha proosat com una manera d'emmagatzemar calor solar per a cuinar. Es podria usar una lent de Fresnel per a fondre el nitrat de liti sòlid, la qual cosa podria fer la funció de 'bateria solar', permetent distribuir la calor més tard per convecció.
El LiNO₃ s'utilitza en les interaccions solut-solvent en temperatures en disminució (és a dir, 329-290 K).
Actualment, el nitrat de liti s'està provant per a poder-lo aplicar en paviments de ciment per disminuir els efectes de la meteorització.
També es fa servir el nitrat de liti com catalitzador en òxids de nitrogen.

## Síntesi
El nitrat de liti es pot sintetitzar per reacció de l'àcid nítric i el carbonat de liti.
Li₂CO₃ + 2HNO₃ → 2LiNO₃ + H₂O + CO₂

## Toxicitat
El nitrat de liti pot ser tòxicdins del cos si s'ingereix i afecta el sistema nervós central, la tiroïdes, els ronyons i el sistema cardiovascular.
És irritant en contacte amb la pell, ulls i les membranes mucoses.